# Enzo Tonti

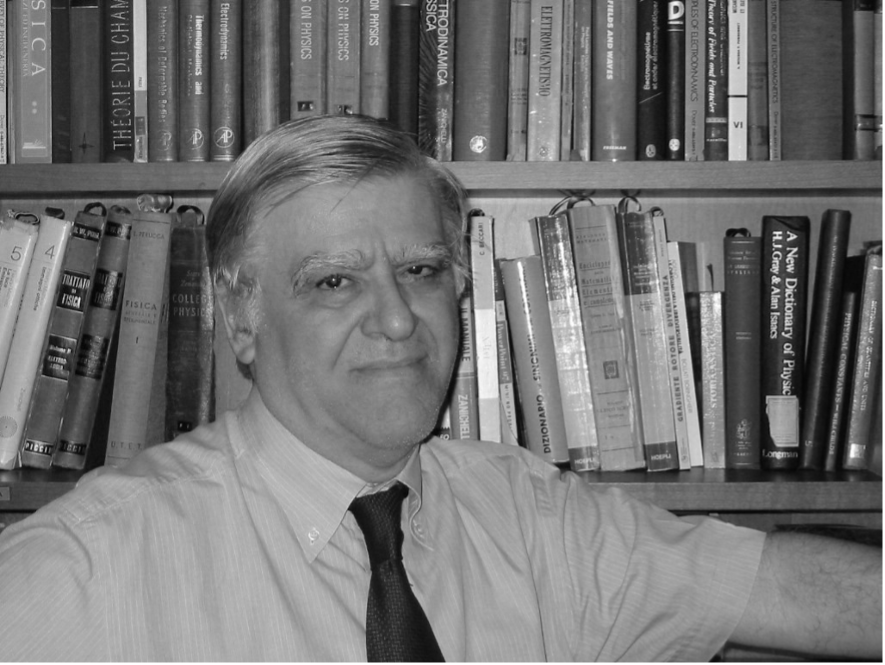
Enzo Tonti

Enzo Tonti (* 30. Oktober 1935 in Mailand; † 10. Juni 2021 in Triest) war ein italienischer Physiker und Mathematiker, bekannt durch seine Beiträge zur Strukturmechanik und mathematischen Physik.

## Leben
Tonti erlangte seinen Abschluss in Mathematik und Physik am Polytechnikum Mailand im Jahr 1961. Dort begann er im Jahr 1962 seine Arbeit als wissenschaftlicher Assistent im Bereich der mathematischen Physik. Der Ruf auf eine Professur an der Fakultät für Ingenieurwesen an der Universität Triest führte auch zu einer Verschiebung seiner Forschungsinteressen, welche er fortan verstärkt an der technischen Mechanik ausrichtete.

## Werk
Das bekannteste Resultat der Forschung von Enzo Tonti ist die anschauliche Darstellung der Zusammenhänge der einzelnen Größen Spannung, Dehnung und Verschiebung samt einwirkender Kräfte von Elastizitätsproblemen in einem sogenannten Tonti-Diagramm, welches nach ihm benannt ist.
Daneben erzielte er Fortschritte zur Theorie der Variationsformulierung von partiellen Differentialgleichungen, welche die Grundlage für mehrere moderne Diskretisierungsverfahren von Problemen aus Ingenieurwesen und Physik ist.